# Antilhas Neerlandesas nos Jogos Pan-Americanos de 1995
A Antilhas Neerlandesas competiu na 12º edição dos Jogos Pan-Americanos, realizados na cidade de  Mar del Plata, na Argentina.